# Nesbyen
60°34′16″N 009°06′21″Ø / 60.57111°N 9.10583°Ø
Nesbyen er administrationsby i Nes kommune i Hallingdal, Viken fylke i det sydlige Norge. Der bor ca 3.500 indbyggere i Nesbyen. Nesbyen har norsk varmerekord med 35,6 grader celsius, sat i juni 1970.
Indenfor kommunens grænser ligger småbyerne Svenkerud (længst mod nord), Haugaplassene, Dokken, Rukkedalen, Liegrenda (med Liodden), Øygardene (med Bromma) og Bergheim (længst mod syd). Kommunen har sine hovedindtægter fra industri, landbrug og turisme.
Der er gode muligheder for ture i fjeldet, som omgiver Nesbyen til alle sider. Der er gode veje til de fleste fjeldområder.
Byen ligger ved rigsvej 7, og har station på Bergensbanen. Der er meget turisttrafik til Nesbyen, først og fremmest på grund af de mange hytter i kommunen.
Omkring seks km nord for Nesbyen finder man Gardnos-krateret.